# リチャード・ベレンゼン
リチャード・ベレンゼン（Richard E. Berendzen、1938年 - ）はアメリカ合衆国の天文学者。オクラホマ州に生まれる。1974年からアメリカン大学教授。1980年から1991年までアメリカン大学の学長を務め、教育のレベルを高め、優れた大学へと改革した。男子サッカーチームは全米大学体育協会に出場し、名声を上げるなど、多くの分野で賞を受け大学の評判は著しく上がった。
だが、彼には少年時代に性的虐待を受けた体験があった。8歳のころ両親の性行為を目撃し、そのとき母親から「Come here（こっちに来なさい）」と言われ、三人での性行為をさせられたのである。さらに11歳のころに、またもや母親から「Come here」と言われて今度は二人でセックスをさせられた。そして、その後数ヶ月間にわたって断続的に母親と近親姦をさせられたのだが、母親が一方的に性交を終わらせてしまっていた。彼はその母親からの性的虐待を「ハリケーンが私の小船に襲い掛かった」と著書で述べている。
やがて彼は大学の執務室から、たびたび匿名で自分が幼児に性的虐待を加えているという内容の猥褻電話を強迫的にかけ続けるようになり、警察もこの電話の発信源を調べ始めた。そして警察の動きを知った大学の理事たちに追及され、突然大学を辞任する。その理由は伏せられていたが、有名人の不自然な辞任に周囲は騒然となり、マスコミはその事情を調べ大きく取りあげた。
彼自身心理療法を数々受ける事態となり、裁判沙汰になったが、その後家族の支援などもあり立ち直った。現在もNASAの職員を務めている。ただし、アメリカン大学における全時間の勤務は2006年8月をもって終えた。

## 著書
- 『銀河の発見』（著、リチャード・ベレンゼン。訳、高瀬文志郎。1980年4月）ISBN 4805201347
- 『Come Here: A Man Overcomes the Tragic Aftermath of Childhood Sexual Abuse』 (Richard Berendzen, Laura Palmer, 1993年8月24日) ISBN 0-679-41777-X